# Гевенешть (комуна)
Гевенешть, Гевенешті (рум. Găvănești) — комуна у повіті Олт в Румунії. До складу комуни входять такі села (дані про населення за 2002 рік):
- Беляса (901 особа)
- Броштень (434 особи)
- Гевенешть (831 особа)
- Димбуріле (116 осіб)

Комуна розташована на відстані 165 км на захід від Бухареста, 27 км на захід від Слатіни, 18 км на північний схід від Крайови.

## Населення
У 2009 року у комуні проживали 2248 осіб.